# Järnjätten

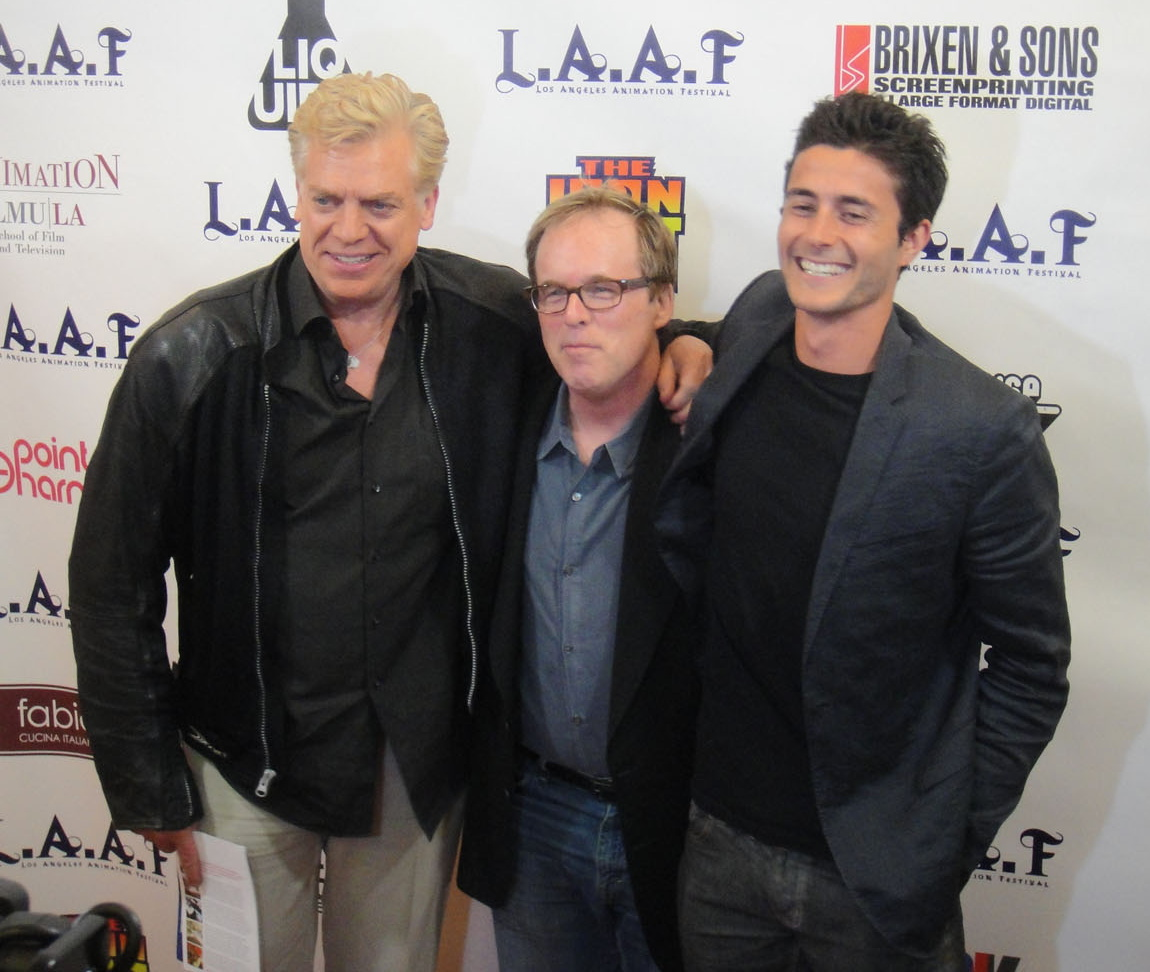
Filmens regissör Brad Bird (mitten), tillsammans med Christopher McDonald (till vänster) och Eli Marienthal (till höger), två av rollsinnehavarna.

Järnjätten (originaltitel, engelska: The Iron Giant) är en amerikansk animerad film från 1999, producerad av Warner Bros med regi av Brad Bird. Filmen är baserad på boken Järnmannen av Ted Hughes från 1968 men lånar främst bara grundidén från boken, som regissören uttryckte det: ”tänk om ett vapen hade en själ och inte ville vara ett vapen”, vidare det existentiella uttrycket ”du är vad du väljer att vara”.

## Handling
Handlingen utspelar sig i Maine i nordöstra USA år 1957 kort efter att Sovjetunionen lanserade Sputnik 1. En utomjordisk robot faller från himlen och blir senare vän med en pojke som heter Hogarth som tvingas att gömma honom från myndigheterna. Agenten Kent Mansley gör allt vad han kan för att hitta roboten för att sedan krossa den och han vet att Hogarth har något med den att göra. Robotens enda gömställe är på ett skrotupplag som ägs av Hogarths vän Dean.

## Rollista (urval)

### Engelska röster
- Eli Marienthal - Hogarth Hughes
- Harry Connick Jr. - Dean McCoppin
- Vin Diesel - Järnjätten
- Christopher McDonald - Kent Mansley
- Jennifer Aniston - Annie Hughes
- John Mahoney - general Shannon Rogard
- M. Emmet Walsh - Earl Stutz
- James Gammon - Marv Loach
- Cloris Leachman - Mrs. Tensedge

### Svenska röster
- Leo Hallerstam - Hogarth Hughes
- Mikael Roupé - Dean McCoppin
- Adam Fietz - Järnjätten
- Johan Hedenberg - Kent Mansley
- Susanne Barklund - Annie Hughes
- Hans Wahlgren - general Shannon Rogard
- Andreas Nilsson - Earl Stutz
- Tommy Blom - Marv Loach
- Jennie Jahns - övriga röster